# ヴィルヘルム・ディルタイ
ヴィルヘルム・クリスティアン・ルートヴィヒ・ディルタイ（ドイツ語: Wilhelm Christian Ludwig Dilthey [ˈdɪltaɪ], 1833年11月19日 - 1911年10月1日）は、ドイツの哲学者・心理学者・思想史家。

## 生涯
ライン河畔、当時はナッサウ公国に属したビーブリッヒの北部、モースバッハ（現在、ヴィースバーデン市の一部）に生まれる。父マクシミリアンはナッサウ公国宮廷牧師にして、モースバッハ・ビーブリッヒの教会参事官。母ラウラは、作曲家カール・マリア・フォン・ヴェーバーの最初の先生であったことでも知られる、ナッサウ公国宮廷楽長ヨハン・ペーター・ホイシュケルを父にもつ。
ヴィースバーデンのギムナジウムを修了後は法学専攻を志したが、父の意向を尊重して神学研究を選択、ハイデルベルク大学に入学して、私講師クーノ・フィッシャーに師事した。ところが、同大学の保守反動化―ゲオルク・ゴットフリート・ゲルヴィーヌスやフィッシャーの罷免、辞任がそのひとつの結果である―に嫌気がさしたこともあり、ベルリン大学に転学、哲学や歴史学や神学を学び、ランケ、ドロイゼン、フリードリヒ・トレンデレンブルクなどの講義を聴講する。神学の国家試験に合格して大学を卒業。
その後、ベルリンのヨアヒムスタール・ギムナジウムの教師、文芸評論や書評の執筆者（『月刊ヴェスターマン画報』や『ベルリン年鑑』をはじめとする雑誌の数々に、膨大な数を寄稿）などを経て、1864年にベルリン大学私講師。1867年にはバーゼル大学員外教授に就任、ブルクハルトの知遇を得た。こののち、キール大学、ブレスラウ大学教授を経て（ちなみに、パウル・ヨルク・フォン・ヴァルテンブルク伯爵との交友が始まったのはブレスラウ時代であり、その交情はヨルクの没年まで続いた）、1882年に、急逝したヘルマン・ロッツェの後を襲ってベルリン大学教授に就任した。翌年、主著『精神科学序説』第1巻を刊行、1905年の退官まで、精力的な教授活動を行い、自然科学隆盛の時代に、「精神科学」の基礎づけを試み、この問題領域の学的方法論への寄与を目した数多くの論文を発表した。

## 思想
生前はどちらかといえば精神史家としての名声を得、『シュライアーマッハーの生涯』、『ヘーゲルの青年時代』、『体験と創作』、『ドイツの偉大な創作と音楽』（これは没後の刊行）などを残している。とりわけ、1905年刊行の『体験と創作』は、それまではアカデミーの内部で有名であったディルタイの名を江湖に知らしめ、この書名中に見える「体験」の語は、当時の流行語にもなった。
哲学的著作としては、上記『精神科学序説』第1巻が生前に刊行されたほかは、多くが『ベルリン・アカデミー報告』に収録された論考として残された。未刊草稿の一部は『全集』にも収められている。日本語版『全集』も法政大学出版局より順次公刊されつつある）。
ディルタイは心理学では、記述的・分析的心理学を標榜し、その流れは了解心理学として心理学のひとつの流れになる。これを基盤にして、精神病理学の世界でひとつの成果を打ち出したのが、カール・ヤスパースであった。またそれの哲学的な解釈は、哲学的解釈学としても知られる。これを方法論として、当時流行の現象学に接木したものが、マルティン・ハイデッガーの『存在と時間』である。

## 影響
ディルタイの直接の弟子としては、ゲオルク・ミッシュ、ベルンハルト・グレトゥイゼン、ヘルマン・ノール、アルトゥール・シュタイン、テオドール・リット、エドゥアルト・シュプランガー、エーリヒ・ロータッカーらがいる。
哲学や教育学の分野で数多くの弟子を輩出した。哲学では、ゲオルク・ミッシュ、教育学では、ヘルマン・ノールが最古参の弟子であり、他にはエドゥアルト・シュプランガー、ヴィルヘルム・フリットナーが挙げられる。後者2人はともにゲッティンゲン大学に奉職し、その縁でディルタイ・アルヒーフ（ドイツ語で文書館）は、ゲッティンゲン大学にある。このアルヒーフの所蔵品は、ディルタイの娘のクララ・ミッシュ（ディルタイの青年時代の書簡や日記をまとめた『若きディルタイ』の編纂者）とその婿ゲオルク・ミッシュ、ヘルマン・ノールが収集したものが中心となっている。
他にユダヤ人宗教哲学者、マルチン・ブーバーも弟子の1人で、ディルタイが南ティロルのザイス・アム・シュレルンでの避寒旅行中にコレラに感染し死去した時には、ベルンハルト・グレートゥイゼンと同道していた。
フッサールが『厳密な学としての現象学』他にて行なったディルタイ批判が、その後の哲学の文脈におけるディルタイ評価を決定したということは動かしがたい事実である。が、フッサールの影響を受けつつ、なおかつ独自の仕方で受容したマルティン・ハイデッガー、およびその弟子のハンス・ゲオルク・ガダマーらによるディルタイ評価についての再検討が待たれる。また、彼らとは別個にディルタイから直接的ないし間接的影響を受けた、フランクフルト学派の領袖マックス・ホルクハイマー、ならびに、その次世代のユルゲン・ハーバーマス、ひいては、イタリアの法制史家エミーリオ・ベッティなどのディルタイ受容についても、基本的には時代的制約に伴う限界を免れてはおらず、再検討が待たれる。

## 重要な著作
- Einleitung in die Geisteswissenschaften (1883) - 「精神科学序説」第1巻
- Die Entstehung der Hermeneutik (1900) - 「解釈学の成立」
- Das Erlebnis und die Dichtung (1905) - 「体験と創作」
- Der Aufbau der geschichtlichen Welt in den Geisteswissenschaften (1910) - 「精神科学における歴史的世界の構成」

## 主な日本語訳
- 『ディルタイ全集』（全11巻・別巻1）、法政大学出版局（編集代表西村晧・牧野英二）
  1. 『第1巻 精神科学序説Ⅰ』 2006年
  2. 『第2巻 精神科学序説Ⅱ』 2003年
  3. 『第3巻 論理学・心理学論集』 2003年
  4. 『第4巻 世界観と歴史理論』 2010年2月
  5. 『第5巻 詩学・美学論集』（2巻組）、2015年12月
  6. 『第6巻 倫理学・教育学論集』 2008年12月
  7. 『第7巻 精神科学成立史研究』 2009年7月
  8. 『第8巻 近代ドイツ精神史研究』 2010年11月
  9. 『第9巻 シュライアーマッハーの生涯 上』 2014年7月
  10. 『第10巻 シュライアーマッハーの生涯 下』 2016年11月
  11. 『第11巻 日記・書簡集』 2023年6月
  12. 『別巻 ディルタイ研究・資料』 2024年11月
- 『体験と創作』 小牧健夫・柴田治三郎訳、岩波文庫（上下）。以下は昭和期の訳書
- 『近代美学史 近代美学の三期と現代美学の課題』 澤柳大五郎訳、岩波文庫
- 『ルネサンスと宗教改革 15・6世紀における人間の把握と分析』 西村貞二訳、創文社、1978年
- 『フリードリヒ大王とドイツ啓蒙主義』 村岡晢訳、創文社、1975年
- 『近代成立期の人間像』 小林靖昌訳、理想社、1966年
- 『教育学論集』以文社、1987年。日本ディルタイ協会訳で、上記『全集』刊行にも参加
- 『道徳・教育・認識・論理の基礎づけ ディルタイ論文集』 鬼頭英一訳、公論社、1987年
- 『青年時代のヘーゲル』 甘粕石介（見田石介）訳　三笠書房、1938年
- 『精神科学序説』 三枝博音訳、大村書店、1928年

### 研究
- ルードルフ・マックリール（英語版）『ディルタイ 精神科学の哲学者』 大野篤一郎ほか3名訳、法政大学出版局 叢書・ウニベルシタス、1993年
- 『ディルタイと現代　歴史的理性批判の射程』 西村皓・解説・牧野英二・舟山俊明編、法政大学出版局、2001年